# حب في الأربعين (مسلسل)
حب في الأربعين، مسلسل كويتي-إماراتي صدر في سنة 2014، من إخراج مناف عبدال وتأليف إيمان سلطان.

## القصة
قصة حب تدور بين رجل ربى بناته الثلاث وحده بعد أن فقد زوجته، وامراة مطلقة مستقلة بعد أن تخطيا كلاهما سن الاربعين.

## طاقم الممثلين

### الممثلين الرئيسيين
- خالد أمين
- نور الكويتية
- ميس حمدان
- نجوى الكبيسي
- فهد باسم
- خالد بو صخر
- شيلاء سبت
- فرح الصراف
- محمد المعرزي
- آلاء شاكر
- شيخة البدر

### ضيوف الشرف
- محمد جابر
- لطيفه المجرن
- محمد العجيمي
- أحمد السلمان
- عبدالله عباس
- بلال عبدالله
- خالد البناي
- أحمد حبيب